# Bellou-sur-Huisne
Bellou-sur-Huisne ist eine Ortschaft und eine ehemalige französische Gemeinde mit zuletzt 425 Einwohnern (Stand: 2013) im Département Orne in der Region Normandie. Sie gehörte zum Arrondissement Mortagne-au-Perche und zum Kanton Bretoncelles.
Mit Wirkung vom 1. Januar 2016 wurden die bisherigen Gemeinden Bellou-sur-Huisne, Rémalard und Dorceau zu einer Commune nouvelle mit dem Namen Rémalard en Perche zusammengeschlossen. Den ehemaligen Gemeinden wurde in der neuen Gemeinde der Status einer Commune déléguée nicht zuerkannt. Der Verwaltungssitz befindet sich im Ort Rémalard.

## Lage
Nachbarorte von Bellou-sur-Huisne sind Saint-Maurice-sur-Huisne und Maison-Maugis im Nordwesten, Boissy-Maugis im Norden, Rémalard im Nordosten, Saint-Germain-des-Grois im Osten, Verrières im Südosten sowie Nocé und Colonard-Corumbert im Südwesten.

## Bevölkerungsentwicklung

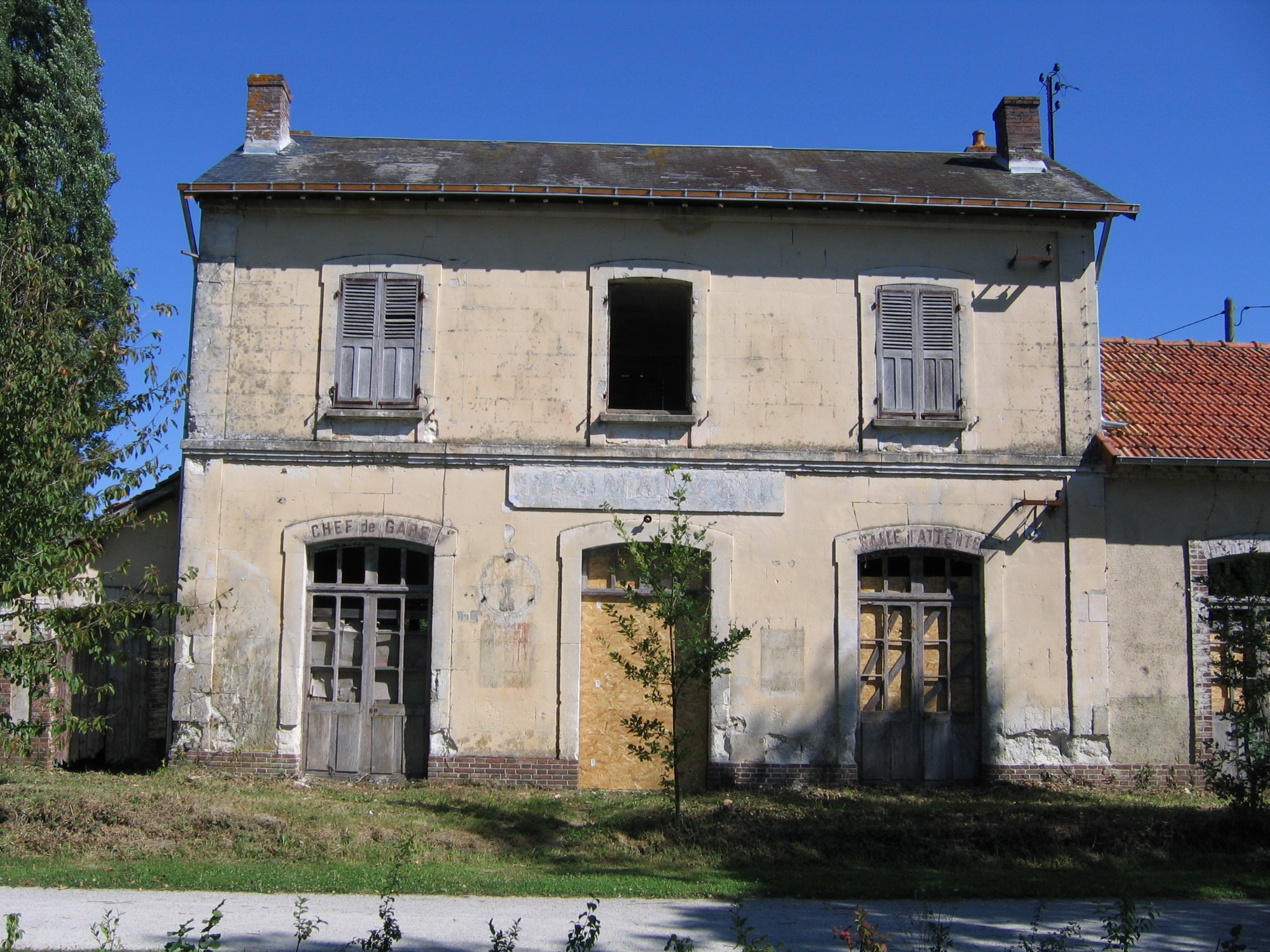
Ehemaliger Bahnhof Rémalard–Bellou-sur-Huisne an der Bahnlinie von Alençon nach Condé-sur-Huisne

| Jahr      | 1962 | 1968 | 1975 | 1982 | 1990 | 1999 | 2008 | 2013 |
| --------- | ---- | ---- | ---- | ---- | ---- | ---- | ---- | ---- |
| Einwohner | 531  | 522  | 451  | 418  | 425  | 453  | 444  | 425  |